# Fox Parking Waterfall
Der Fox Parking Waterfall ist ein mehrstufiger Wasserfall im Westland-Nationalpark in der Region West Coast auf der Südinsel Neuseelands. Er stürzt an der Nordwand des Tals des Fox-Gletschers in den Fox River. Seine Fallhöhe beträgt rund 40 Meter.
Der Wasserfall ist linker Hand sichtbar bei der Zufahrt von der Ortschaft Fox Glacier zum Besucherparkplatz am Ende der Fox Glacier Road. Vom Parkplatz aus sind es fünf Gehminuten bis zum Fuß des Wasserfalls.